# Розалія Орос
Розалія Орос (28 січня 1964 , Сату-Маре ) — румунська та німецька фехтувальниця на рапірах, срібна призерка Олімпійських ігор 1984 року.

## Виступи на Олімпіадах
| Олімпіада         | Дисципліна      | Місце |
| ----------------- | --------------- | ----- |
| Лос-Анджелес 1984 | командна рапіра | 2     |